# Enfärgad seglare
Enfärgad seglare (Apus unicolor) är en fågel i familjen seglare som enbart häckar på Kanarieöarna och i Madeiraarkipelagen.

## Utseende
Fågeln är en relativt liten, den mäter 14-15,5 centimeter, enfärgat mörk seglare och väldigt lik den vida spridda tornseglaren. Den är dock något mindre, mer smalvingad och slank, och med längre stjärt. Tornseglarens karakteristiska ljusa strupfläck är också mindre och inte lika framträdande. Flyktsättet skiljer sig också något, där enfärgad seglare är snabbare och djärvare då den till exempel flyger mellan trädgrenar – något tornseglare aldrig gör.

## Utbredning
Enfärgad seglare är främst en flyttfågel som häckar på Madeira och västra Kanarieöarna. Den övervintrar troligen i nordvästra Afrika med observationer i Marocko och Mauretanien, men vissa individer stannar året runt i häckningsområdet. Den har också konstaterats häcka i Marocko.

## Ekologi
På Kanarieöarna kan den ses i många olika biotoper, från havsnivån upp till 2.500 meter, men ses aldrig särskilt långt från havet. Den häckar mellan mars och augusti i kolonier och placerar sitt bo i grottor, på klippavsatser, under tegelpannor eller i hål i byggnader och andra av människan skapade strukturer. Det skålformiga boet byggs huvudsakligen med dun från utblommade korgblommiga växter som sammanfogats med saliv och fjädrar. Däri lägger den två ägg som båda föräldrarna tros ruva.
Liksom andra seglare livnär den sig uteslutande av insekter och liknande. I en studie av ungarnas föda på Teneriffa bestod 97,3 % av insekter (mest halvvingar, tvåvingar, steklar och skalbaggar) medan 2,6 % var spindlar.

## Status och hot
Fågelns utbredningsområde är begränsat och världspopulationen är relativt liten, endast 22.500-60.000 individer. Det råder också kunskapsbrist om populationstrenden. Internationella naturvårdsunionen IUCN anser trots detta att den inte är hotad och placerar den i kategorin livskraftig (LC).